# Kirche Lanze

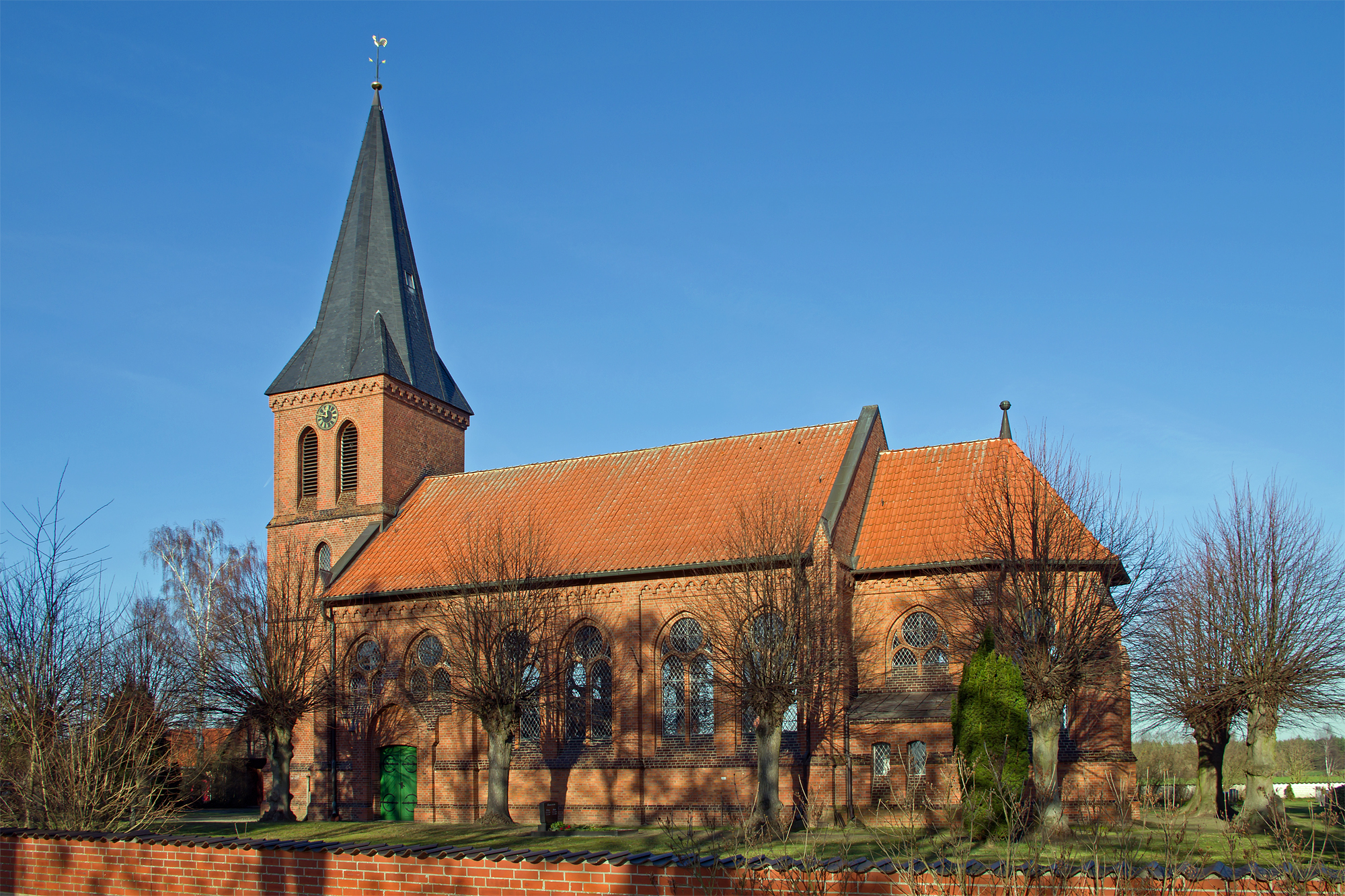
Kirche Lanze

Die evangelisch-lutherische, denkmalgeschützte Kirche Lanze steht in Lanze, einem Ortsteil der Gemeinde Prezelle im Landkreis Lüchow-Dannenberg in Niedersachsen. Die Kirchengemeinde gehört zum Gemeindeverbund Trebel, Gorleben, Woltersdorf, Lanze, Prezelle und Lomitz in der Region Ost des Kirchenkreises Lüchow-Dannenberg im Sprengel Lüneburg der Evangelisch-lutherischen Landeskirche Hannovers.

## Beschreibung
Die neugotische Saalkirche wurde 1876 nach einem Entwurf von Conrad Wilhelm Hase, dem Begründer der Hannoverschen Architekturschule errichtet. Sie ersetzte den abgerissenen Vorgängerbau, der zu Beginn des Jahrhunderts erbaut wurde. Sie besteht aus dem Kirchturm im Westen, dem Langhaus und dem eingezogenen, dreiseitig abgeschlossenen, von Strebepfeilern gestützten Chor im Osten. In der südöstlichen Ecke von Langhaus und Chor wurde die Sakristei angebaut. Der Kirchturm ist mit einem schiefergedeckten spitzen Helm, das Langhaus ist mit einem Satteldach bedeckt. Lisenen an den Längswänden des Langhauses gliedern dieses in drei Achsen mit je zwei Fenstern. Unter den Dachtraufen befinden sich Gesimse. Die Orgel wurde von Folkert Becker 1877 gebaut. Sie wurde 2013 von Martin ter Haseborg restauriert.